# Frederick Whitcroft
Temple de la renommée : 1963
Frederick John Whitcroft (né le 2 décembre 1882 à Port Perry, dans la province de l'Ontario au Canada - mort le 7 août 1965 à Atlin dans la province de la Colombie-Britannique au Canada) est un joueur professionnel canadien de hockey sur glace

## Carrière en club
En 1907, il passe professionnel avec les Professionals d'Edmonton dans l'APHL.

## Statistiques
| Saison     | Équipe                    | Ligue         |                            | Saison régulière           | Saison régulière           | Saison régulière           | Saison régulière           | Saison régulière           |                            | Séries éliminatoires       | Séries éliminatoires       | Séries éliminatoires       | Séries éliminatoires | Séries éliminatoires |
| Saison     | Équipe                    | Ligue         | PJ                         | B                          | A                          | Pts                        | Pun                        | PJ                         | B                          | A                          | Pts                        | Pun                        |                      |                      |
| 1899-1900  | Colts de Peterborough     | OHA-Jr.       | Statistiques indisponibles | Statistiques indisponibles | Statistiques indisponibles | Statistiques indisponibles | Statistiques indisponibles | Statistiques indisponibles | Statistiques indisponibles | Statistiques indisponibles | Statistiques indisponibles | Statistiques indisponibles |                      |                      |
| 1900-1901  | Colts de Peterborough     | OHA-Jr.       | Statistiques indisponibles | Statistiques indisponibles | Statistiques indisponibles | Statistiques indisponibles | Statistiques indisponibles | Statistiques indisponibles | Statistiques indisponibles | Statistiques indisponibles | Statistiques indisponibles | Statistiques indisponibles |                      |                      |
| 1901-1902  | Colts de Peterborough     | OHA-Jr.       | Statistiques indisponibles | Statistiques indisponibles | Statistiques indisponibles | Statistiques indisponibles | Statistiques indisponibles | Statistiques indisponibles | Statistiques indisponibles | Statistiques indisponibles | Statistiques indisponibles | Statistiques indisponibles |                      |                      |
| 1902-1903  | Colts de Peterborough     | OHA-Int.      | Statistiques indisponibles | Statistiques indisponibles | Statistiques indisponibles | Statistiques indisponibles | Statistiques indisponibles | Statistiques indisponibles | Statistiques indisponibles | Statistiques indisponibles | Statistiques indisponibles | Statistiques indisponibles |                      |                      |
| 1903-1904  | Colts de Peterborough     | OHA-Int.      | Statistiques indisponibles | Statistiques indisponibles | Statistiques indisponibles | Statistiques indisponibles | Statistiques indisponibles | Statistiques indisponibles | Statistiques indisponibles | Statistiques indisponibles | Statistiques indisponibles | Statistiques indisponibles |                      |                      |
| 1904-1905  | Hockey Club de Midland    | OHA-Int.      | Statistiques indisponibles | Statistiques indisponibles | Statistiques indisponibles | Statistiques indisponibles | Statistiques indisponibles | Statistiques indisponibles | Statistiques indisponibles | Statistiques indisponibles | Statistiques indisponibles | Statistiques indisponibles |                      |                      |
| 1905-1906  | Colts de Peterborough     | OHA-Int.      | Statistiques indisponibles | Statistiques indisponibles | Statistiques indisponibles | Statistiques indisponibles | Statistiques indisponibles | Statistiques indisponibles | Statistiques indisponibles | Statistiques indisponibles | Statistiques indisponibles | Statistiques indisponibles |                      |                      |
| 1906-1907  | Thistle de Kenora         | MHL-Pro.      | 4                          | 3                          | 0                          | 3                          | 0                          | -                          | -                          | -                          | -                          | -                          |                      |                      |
| 1906-1907  | Thistle de Kenora         | Coupe Stanley | -                          | -                          | -                          | -                          | -                          | 2                          | 2                          | 0                          | 2                          | 3                          |                      |                      |
| 1906-1907  | Colts de Peterborough     | OHA-Int.      | 5                          | 13                         | 0                          | 13                         | 33                         | -                          | -                          | -                          | -                          | -                          |                      |                      |
| 1907-1908  | Professionals d'Edmonton  | APHL          | 10                         | 35                         | 7                          | 42                         | 12                         | 8                          | 24                         | 7                          | 31                         | 12                         |                      |                      |
| 1908-1909  | Professionals d'Edmonton  | Exhibition    | 10                         | 27                         | 0                          | 27                         | 12                         | 7                          | 19                         | 0                          | 19                         | 14                         |                      |                      |
| 1908-1909  | Professionals d'Edmonton  | Coupe Stanley | -                          | -                          | -                          | -                          | -                          | 2                          | 2                          | 0                          | 2                          | 18                         |                      |                      |
| 1910       | Creamery Kings de Renfrew | ANH           | 5                          | 3                          | 0                          | 3                          | 13                         | -                          | -                          | -                          | -                          | -                          |                      |                      |
| 1909-1910  | Professionals d'Edmonton  | Coupe Stanley | -                          | -                          | -                          | -                          | -                          | 2                          | 5                          | 0                          | 5                          | 2                          |                      |                      |
| Totaux ANH | Totaux ANH                | Totaux ANH    | 5                          | 3                          | 0                          | 3                          | 13                         | -                          | -                          | -                          | -                          | -                          |                      |                      |

## Trophées et distinctions

### MHL-Pro
- Il remporte la Coupe Stanley avec les Thistle de Kenora en 1906-1907.

### Temple de la renommée
- Il est intronisé en 1963.